# Bristol (Tennessee)
Pour les articles homonymes, voir Bristol.
Bristol est une ville américaine du comté de Sullivan, dans l'État du Tennessee aux États-Unis. Lors du recensement de l'année 2000, la ville comptait 24 821 habitants.
Bristol ne forme qu'une seule ville avec sa jumelle Bristol (Virginie), dont elle n'est séparée que par la frontière administrative Tennessee/Virginie, qui longe la rue principale de leur centre-ville commun : State Street. Elle fait partie de la région de Tri-Cities.
La ville est probablement plus connue pour être un lieu incontournable de la musique country. Elle fut la ville ou furent enregistrés les premiers enregistrements de Jimmie Rodgers et de Carter Family, et plus tard la ville préférée du légendaire Uncle Charlie Osborne. Le congrès américain a d'ailleurs reconnu à Bristol en 1998 le titre de « berceau de la country music ».
Bristol est également connue pour abriter le circuit Bristol Motor Speedway, sur lequel se disputent les compétitions automobiles NASCAR que sont la Nextel Cup, les Busch Series et les Craftsman Truck Series.

## Géographie

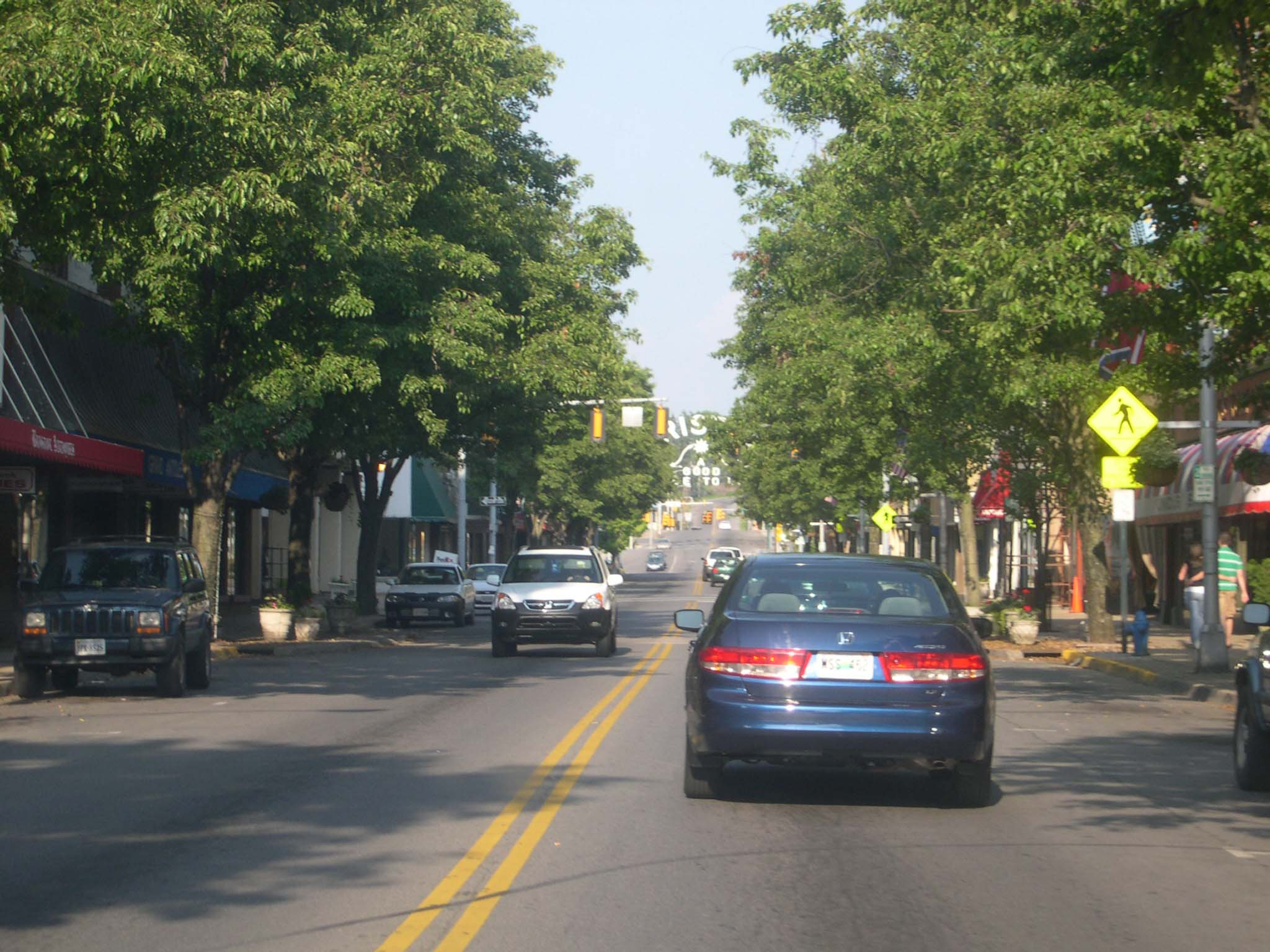
La State Street, qui sépare Bristol-Virginie (à gauche) de Bristol-Tennessee (à droite).

## Personnalités liées à la ville
- Tennessee Ernie Ford (1919-1991), chanteur de country